# Ludwig Klages
Friedrich Konrad Eduard Wilhelm Ludwig Klages, född 10 december 1872, död 29 juli 1956, var en tysk filosof, psykolog och grafolog.

## Biografi
Ludwig Klages blev filosofie doktor 1899 och var grundare av Seminar für Ausdruckskunde. Med utgångspunkt från grafologiska studier utformade Klages i självständig anknytning till Nietzsche en "karaktärslära", som uppställde en skarp motsats mellan människans omedvetet driftsmässiga "själ" och hennes medvetet strävande "ande" och ville avgöra dessas inbördes kamp till förmån för den första. Genom sina till ytterlighet gående åsikter i frågan blev Klages symbol för motsägelserna inom samtidens människoforskning. Bland hans huvudarbeten kan ses Handschrift und Charakter (1916), Die Grundlagen der Charakterkunde (1926) och Der Geist als Wiedersacher der Seele (3 band, 1929-32).